# Trado
Trado (obersorbisch Tradowⓘ) ist ein Dorf im Landkreis Bautzen in Sachsen. Es zählt zur Oberlausitz und ist seit dem 1. Januar 1994 ein Ortsteil der Gemeinde Oßling.

## Lage
Das oberlausitzische Dorf Trado liegt am Rande der Tradoer Teiche in einer Niederung der Schwarzen Elster, etwa elf Kilometer südwestlich der Stadt Hoyerswerda. Nachbarorte sind Liebegast im Norden, Sollschwitz im Nordosten, Schönau im Südosten, Döbra im Westen und Skaska im Nordwesten.
Trado liegt an einem Abzweig von der Kreisstraße 9224, eine zu Trado gehörende Ausbausiedlung liegt am Verlauf dieser Straße. Der Ort ist über die Buslinie 184 mit zwei Haltestellen (Siedlung und Wendeplatz) an das Netz des öffentlichen Personennahverkehrs angebunden.

## Geschichte
Das Rundlingsdorf Trado taucht erstmals in einer Urkunde aus dem Jahr 1374 mit der Bezeichnung Matei Tradow auf. Der Ortsname lässt sich von dem sorbischen tradać ‚Mangel‘ oder ‚Notleiden‘ ableiten. Trado gehörte als Vorwerk zum Rittergut Skaska. Bereits 1658 wurde der Ort mit seinem heutigen Namen Trado bezeichnet. 1788 wurde nördlich von Trado an der Schwarzen Elster eine als Hirsestampfe genutzte Mühle errichtet, dieses heute als Krebsmühle bezeichnete Gebäude steht unter Denkmalschutz und wurde zu einem Wohnhaus umgebaut.
Am 1. Januar 1969 fusionierte die Gemeinde Trado mit Döbra und Skaska zu der neuen Gemeinde Skaska-Döbra. Diese wurde im Zuge einer Gemeindegebietsreform am 1. Januar 1994 aufgelöst, Trado ist seitdem Ortsteil der Gemeinde Oßling.

## Bevölkerung und Sprache
Die Bevölkerung Trados setzte sich im Jahr 1777 aus sechs besessenen Mann sowie drei Gärtner- und vier Häuslerfamilien zusammen. 1834 hatte der Ort 106 Einwohner, diese Zahl sank bis 1890 auf 86 Einwohner ab, stieg dann aber bis 1910 wieder auf 120. In den folgenden Jahren lag die Einwohnerzahl weitgehend konstant bei 105 bis 110 Einwohnern. Nach dem Ende des Zweiten Weltkrieges stieg die Bevölkerungszahl bedingt durch Flüchtlinge aus den deutschen Ostgebieten auf 130 an, seitdem sinkt die Zahl kontinuierlich. Der größte Teil der Einwohner von Trado sind evangelisch-lutherischer Konfession.
Ursprünglich gehörte Trado zum obersorbischen Sprachgebiet. Laut der Statistik über die sorbische Bevölkerung in der Lausitz von Arnošt Muka hatte Trado im Jahr 1884 ausschließlich sorbischsprachige Einwohner. Ernst Tschernik zählte 1956 unter 112 Einwohnern nur noch 22 aktiv sorbisch sprechende Einwohner und sechs weitere mit Sorbischkenntnissen (insgesamt 33 %); inzwischen ist das Sorbische aus dem Alltagssprachgebrauch weitgehend verschwunden. Zum offiziellen sorbischen Siedlungsgebiet gehört Trado anders als der katholische Nachbarort Sollschwitz heute nicht mehr.